# Hinchinbrook-eiland (Australië)
Hinchinbrook-eiland (of Pouandaï voor de Biyaygiri) is een onbewoond eiland voor de noordoostkust van Australië dat tot de deelstaat Queensland behoort. Het heeft een oppervlak van ca. 400 vierkante kilometer en is een beschermd natuurgebied. Op het eiland ligt het Nationaal park Hinchinbrook Island dat het grootste op een eiland gelegen natuurpark van Australië is.
Hinchinbrook-eiland werd oorspronkelijk bewoond door de Biyaygiri die het eiland Pouandaï noemden. De eerste contacten met Europese zeelieden waren vriendschappelijk, maar dat veranderde toen in 1864 het plaatsje Cardwell op het vasteland tegenover het eiland werd opgericht. Net als op veel plaatsen aan het pioniersfront van Queensland werd er geweld gebruikt tegen de oorspronkelijke bevolking, waardoor een groot deel werd uitgeroeid. Een tijdlang woonden er Europeanen op het eiland, totdat het in 1932 werd uitgeroepen tot nationaal park.